# Guerras Afgano-Sij
Las guerras afgano-sij fueron una serie de guerras entre el Imperio islámico Durrani (centrado en el actual Afganistán) y el Imperio sij (ubicado en la región de Punjab). El conflicto tuvo sus orígenes en los días de Dal Khalsa.

## Fondo
La Confederación Sikh había logrado efectivamente la independencia del Imperio Mogol en 1716, y se expandió a sus expensas en las décadas siguientes, a pesar de la Chhota Ghallughara (masacres de sij en Lahore en 1746 y 1762). La invasión del Imperio Mongol (1738-1740) por parte del emperador persa Nader Shah asestó un duro golpe a los mongoles, pero después de la muerte de Nader en 1747, el Imperio durrani (que cubre aproximadamente el Afganistán y Pakistán modernos ) declaró su independencia de Persia. Cuatro años más tarde, este nuevo estado afgano entró en conflicto con la alianza sij.

## Primera Fase
En 1748, Ahmad Shad Durrani invade, saquea y ocupa Lahore. Estableciendo un gobernador, Ahmad marchó con su ejército hacia el este tomando más territorio. Los sijs volverían a tomar Lahore solo para perderla ante los afganos el 12 de abril de 1752.
Ahmad ataca la India en 1757 y en la batalla de Amritsar, su hijo Timur Durrani es derrotado por los sijs. En febrero de 1758, el gobernador de Lahore, el general Jahan Khan, es derrotado por los sijs.

## Segunda Fase
Ahmad marchó hacia Amritsar, masacrando a la población y destruyendo la ciudad y el Templo Dorado en 1762 y 1764, sin embargo debe retirarse.
En 1766, nuevamente invadió la India, tomando Lahore sin luchar. Los sijs se retiran y recurren a la guerra de guerrillas contra los afganos. Enfrentado a tropas no remuneradas y luchas internas en su hogar en Kandahar, Ahmad se vio obligado a marchar de regreso a Afganistán. Ahmad Shah murió en 1772, y en 1799, los sijs estaban de nuevo en posesión de Lahore.

## Tercera Fase

### Batalla de Attock
En 1813, después de exigir a los sijs la devolución del fuerte  Attock, el primer ministro Durrani, Wazir Fateh Khan, lo sitió, debido a su importancia estratégica al dominar la desembocadura del río Kabul en el Indo. Llegó una fuerza de socorro y durante tres meses los dos ejércitos se enfrentaron, ninguno de los lados se movió. Cuando el calor del verano comenzó a afectar a los ejércitos, Dewan Mokham Chand marchó con su ejército para impedir que los afganos obtengan agua del río. Sin agua, las tropas afganas comenzaron a sufrir deshidratación, por lo que lanzaron ataque tras ataque hacia el río, pero no pudieron atravesarlo. Chand, al darse cuenta de que los afganos estaban debilitados, cargó con su caballería contra los afganos que se separaron y huyeron, perdiendo dos mil hombres.
Acusando a Ranjit Singh de traición, Fateh Khan partió de Cachemira a la cabeza de 15.000 jinetes en abril de 1813 en dirección al fuerte. Al mismo tiempo, Ranjit Singh se apresuró a sacar a Dewan Mokham Chand y Karam Chand Chahal de Burhan con una fuerza de caballería, artillería y un batallón de infantería para enfrentarse a los afganos.
Dewan Mokham Chand Nayyar acampó a 13 km del campamento afgano, reacio a arriesgarse a un enfrentamiento decisivo, aunque ambos bandos participaron en numerosas escaramuzas y sufrieron pérdidas. El 12 de julio de 1813, los suministros de los afganos se agotaron y Dewan Mokham Chand Nayyar marchó 8 kilómetros (5,0 millas) de Attock a Haidaru, a orillas del río Indo, para ofrecer batalla. El 13 de julio de 1813, Dewan Mokham Chand Nayyar dividió la caballería en cuatro divisiones, dando el mando de una división a Hari Singh Nalwa y tomando el mando de una división él mismo. El único batallón de infantería formó una escuadra de infantería que protegía la artillería, con Gouse Khan al mando de la artillería. Los afganos tomaron posiciones frente a los sijs, con una parte de su caballería bajo el mando de Dost Mohammed Khan .
Fateh Khan abrió la batalla enviando a sus Pathans en una carga de caballería que fue repelida por el intenso fuego de la artillería sij. Los afganos se reunieron bajo el mando de Dost Mohammed Khan, quien dirigió a los ghazis en otra carga de caballería que desorganizó un ala del ejército sij y capturó algo de artillería. Cuando pareció que los sijs habían perdido la batalla, Dewan Mokham Chand dirigió una carga de caballería sobre un elefante de guerra que rechazó a los afganos "en todos los puntos", y derrotó a las tropas afganas restantes. Fateh Khan, temiendo que su hermano, Dost Mohammed Khan, hubiera muerto, escapó a Kabul y los sijs capturaron el campamento afgano, incluidas las piezas de artillería perdidas.
Dos meses después de la victoria en Attock, Ranjit Singh lanzó una campaña para arrebatar Cachemira al Imperio durrani. Un comienzo tardío de otoño pospuso la campaña hasta la próxima primavera. En junio, un ejército de 30.000 hombres bajo el mando de Ram Dyal, nieto de Dewan Mokham Chand , marchó hacia Baramulla, con un ataque de pinza de 20.000 hombres liderados por Ranjit Singh marchando hacia Punch.
La fuerza de Ranjit se retrasó por lluvias torrenciales, mientras que el ejército de Ram Dyal tomó la fortaleza de Baramulla el 20 de julio de 1814. Cuando el ejército de Dyal llegó a Shupiyan, el gobernador de Cachemira, Azim Khan bloqueó su avance. Luchando contra una acción dilatoria, Dyal esperó un refuerzo de 5.000 hombres de Ranjit. Estos refuerzos fueron obligados a detenerse por francotiradores afganos.
La fuerza de Ranjit Singh progresó poco. Ante una tierra quemada por la población que huía, el suministro de alimentos se convirtió en un problema importante para su ejército, seguido de un brote de cólera. Mientras tanto, Ram Dyal, que estaba atrincherado cerca de Srinagar , recibió una propuesta de Azim Khan para una paz negociada y pudo salir de una situación difícil. La campaña de Ranjit Singh terminó en un fracaso.
Amritsar, Lahore y otras grandes ciudades del Imperio Sij se iluminaron durante dos meses después de regocijarse por la victoria. Después de su derrota en Attock, Fateh Khan luchó contra un intento de Fath Alí Sah, el gobernante de Persia, y su hijo Ali Mirza de capturar Herat, lo que dejó a Cachemira abierta al ataque.

### Asedio de Multán
A principios de enero, la fuerza sij comenzó su campaña con la captura de los fuertes de Nawab Muzaffar Khan en Muzaffargarh y Khangarh. En febrero, la fuerza sij al mando de Kharak Singh llegó a Multan y ordenó a Muzaffar que pagara el gran tributo que debía y que entregara el fuerte, pero Muzaffar se negó. Las fuerzas sij ganaron un enfrentamiento cerca de la ciudad, pero no pudieron capturar a Muzaffar antes de que se retirara al fuerte. El ejército sij pidió más artillería y Ranjit Singh les envió el Zamzama y otras grandes piezas de artillería, que comenzaron a disparar contra las paredes del fuerte. A principios de junio, Sadhu Singh y una pequeña banda de otros Akalis atacó los muros del fuerte y descubrió una brecha en el muro. Mientras corrían para luchar contra la guarnición, el ejército sij más grande fue alertado y entró en el fuerte a través de la brecha. Muzaffar y sus hijos intentaron una salida para defender el fuerte, pero murieron en la batalla.
La toma de Multan el 2 de junio de 1818 puso fin a la importante influencia afgana en la región y permitió a los sij capturar Peshawar en marzo de 1823.

### Batalla de Shopián
La batalla tuvo lugar en Shopian el 5 de julio de 1819 y llevó a Cachemira de amplia población musulmana a ser anexionada al Imperio Sij.
Cuando el ejército sij entró en la ciudad de Srinagar, el príncipe Kharak Singh garantizó la seguridad personal de todos los ciudadanos y se aseguró de que no fuera saqueada. La captura pacífica de la ciudad era importante, ya que era un gran centro industrial y comercial entre el Punyab, el Tíbet, Skardu y Ladakh.
Después de tomar Srinagar, el ejército sij no enfrentó una gran oposición para conquistar el resto de Cachemira. Sin embargo, cuando Ranjit Singh instaló a Moti Ram, el hijo de Mokham Chand, como nuevo gobernador de Cachemira, también envió un "gran cuerpo de tropas" con él para asegurar el tributo de las fortalezas dentro de Cachemira que podrían intentar resistir el gobierno sij. La captura de Cachemira estableció los límites y fronteras del Imperio Sikh con el Tíbet. Esta conquista engrandeció al Imperio y aumentó "significativamente" los ingresos y su superficie.

### Batalla de Nowshera
La batalla de Nowshera del 14 de marzo de 1823  fue librada por una fuerza Pashtun con el apoyo del Emirato de Afganistán. Esta fue la cuarta batalla de la tercera guerra afgano-sij. Llevó al valle de Peshawar a ser anexado por el Imperio Sij.
Asegurando rápidamente Nowshera, las fuerzas de Ranjit Singh capturaron Peshawar y llegaron a Jamrud. Destruyendo los restos del poder Durrani, redujeron Peshawar a ruinas y aseguraron el paso de Khyber para que ningún refuerzo afgano pudiera volver a amenazarlos.
Las tribus de Khattaks y Yousafzais sufrieron enormes bajas debido a la artillería sij y la aparente traición de los Muhammadzai Sardars llevó a una falta de confianza en la palabra de los Durranis a partir de entonces.
La retirada de Azim Khan nunca se ha explicado por completo, algunos dicen que creía que su hermano había regresado para recuperar Peshawar a instancias de los sijs, otros atribuyen su retirada a la cobardía o al miedo a ser interrumpidos por el feroz ataque sij. No se recuperó del impacto de la derrota y murió poco después de la batalla.
La victoria de Ranjit Singh marcó el punto culminante de sus campañas, su imperio ahora se extendía desde el paso de Khyber al oeste, al norte de Cachemira y al sur de Multan.

### Batalla de Jamrud
La batalla de Jamrud fue la quinta y más importante batalla dentro de la tercera guerra afgano-sij. El resultado de la batalla se disputa entre los historiadores. Algunos sostienen que el fracaso de los afganos en tomar el fuerte y la ciudad de Peshawar o la ciudad de Jamrud es una victoria para los sijs. Por otro lado, algunos afirman que el asesinato de Hari Singh Nalwa resultó en una victoria afgana. James Norris, profesor de Ciencias Políticas en la Universidad Internacional Texas A&M, afirma que el resultado de la batalla no fue concluyente.